# Cytisus grandiflorus
Cytisus grandiflorus es un arbusto de la familia de las fabáceas.

## Descripción
Cytisus grandiflorus es un arbustillo, caducifolio, hermafrodita de hasta 3 m. Tallos y ramas angulosos con 5 costillas más o menos marcadas. Hojas simples en las ramillas jóvenes o trifoliadas en las partes inferiores de las ramas. Hojas trifoliadas con peciolo muy corto. Flores solitarias o geminadas. Cáliz campanular, membranoso, glabro, verde primero y luego pardo-negruzco. Corola amariposada, amarilla, quilla con la punta muy recuvada hacia arriba y estandarte de borde revoluto. Estilo enrollado en 1 o más círculos. Androceo con 4 estambres. Legumbre linear-oblonga, muy comprimida, ligeramente curvada, muy villosa, primero verde, luego negra muy villosa. Floración primaveral.

## Hábitat
Bosques y matorrales sobre suelos arenosos costeros silíceos, en pinares pero también en suelos de alcornocal, ricos en sales minerales y profundos.

## Distribución
Por el norte de África, en el Rif y Atlas, y el sur y oeste de la península ibérica. Es muy común en Portugal. Es un endemismo ibero-mauritano.

## Subespecies
La subsp. grandiflorus tiene la legumbre densamente cubierta e pelos patentes de unos 4 mm de longitud , y se extiende por todo el territorio indicado para la especie y la subsp. cabezudoi Talavera, con la legumbre escasamente provista de pelos o glabrescente es endémica de las regiones costeras del sur de Portugal, Huelva y Cádiz.
La subsp. barbarus endémica de Marruecos y la subsp. haplophyllus  también endémica vive en el monte Gurugú cerca de Melilla.

## Taxonomía
Cytisus grandiflorus fue descrita por (Brot.) DC. y publicado en Prodromus Systematis Naturalis Regni Vegetabilis 2: 154. 1825.
Etimología
Cytisus: nombre genérico que deriva de la palabra griaga: kutisus, un nombre griego de dos leguminosas, que verosímilmente son una alfafa Medicago arborea L. y un codeso Laburnum anagyroides Medik.
grandiflorus: epíteto latíno que significa "con flores grandes".
Citología
Números cromosomáticos de Cytisus grandiflorus  (Fam. Leguminosae) y táxones infraespecificos : 2n=48,
Sinonimia
- Sarothamnus lusitanicus (Mill.) Pau
- Sarothamnus virgatus Webb
- Cytisus lusitanicus (Miller) Maire
- Sarothamnus grandiflorus (Brot.) Webb[6]
- Spartium grandiflorum Brot., Fl. Lusit. 2: 80 (1804)[7]

## Nombres comunes
- Castellano: escobarrama, escobón.[7]